# Parafia Przenajświętszego Sakramentu w Kadzidłowej

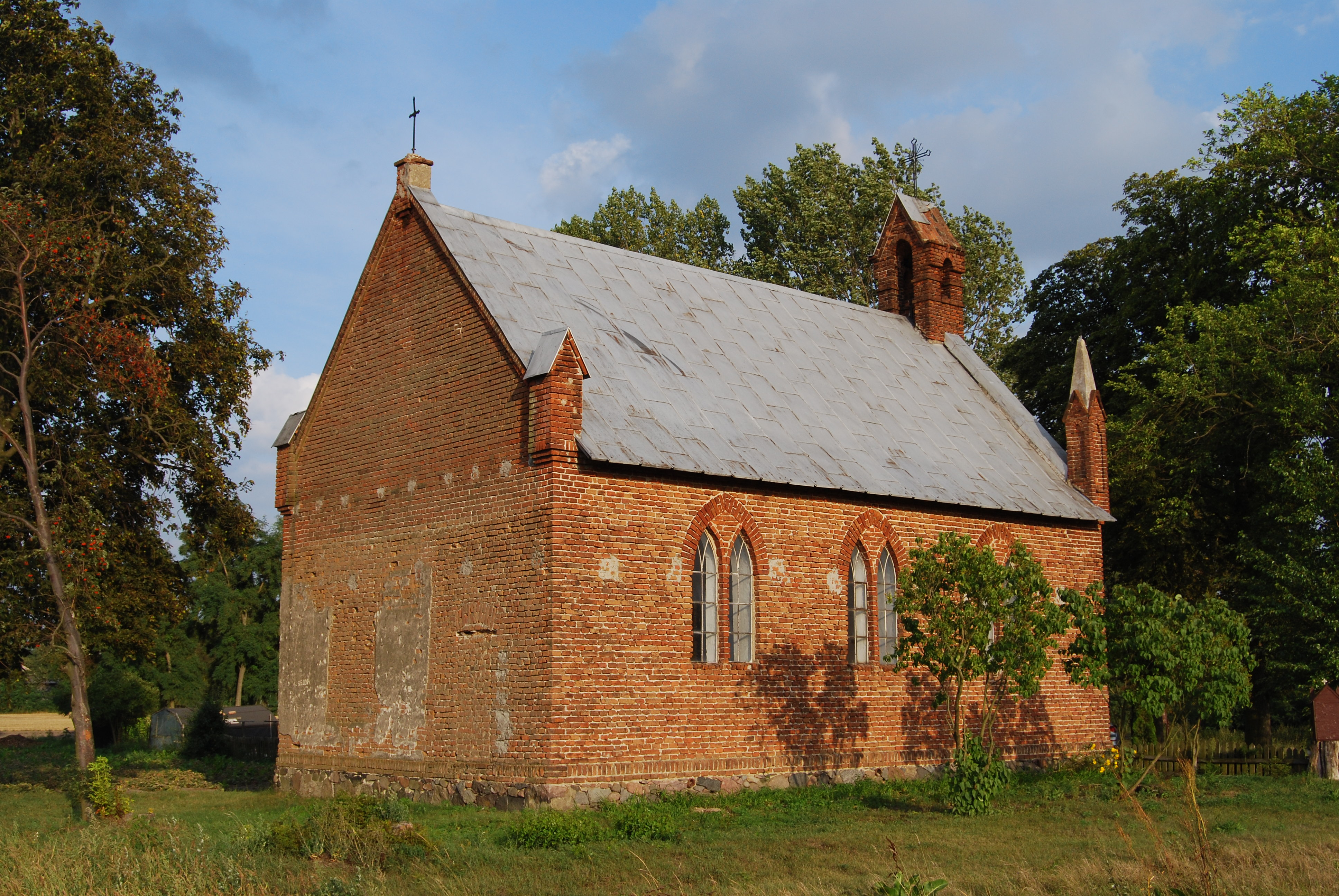
Tylna ściana kościoła w Kadzidłowej.

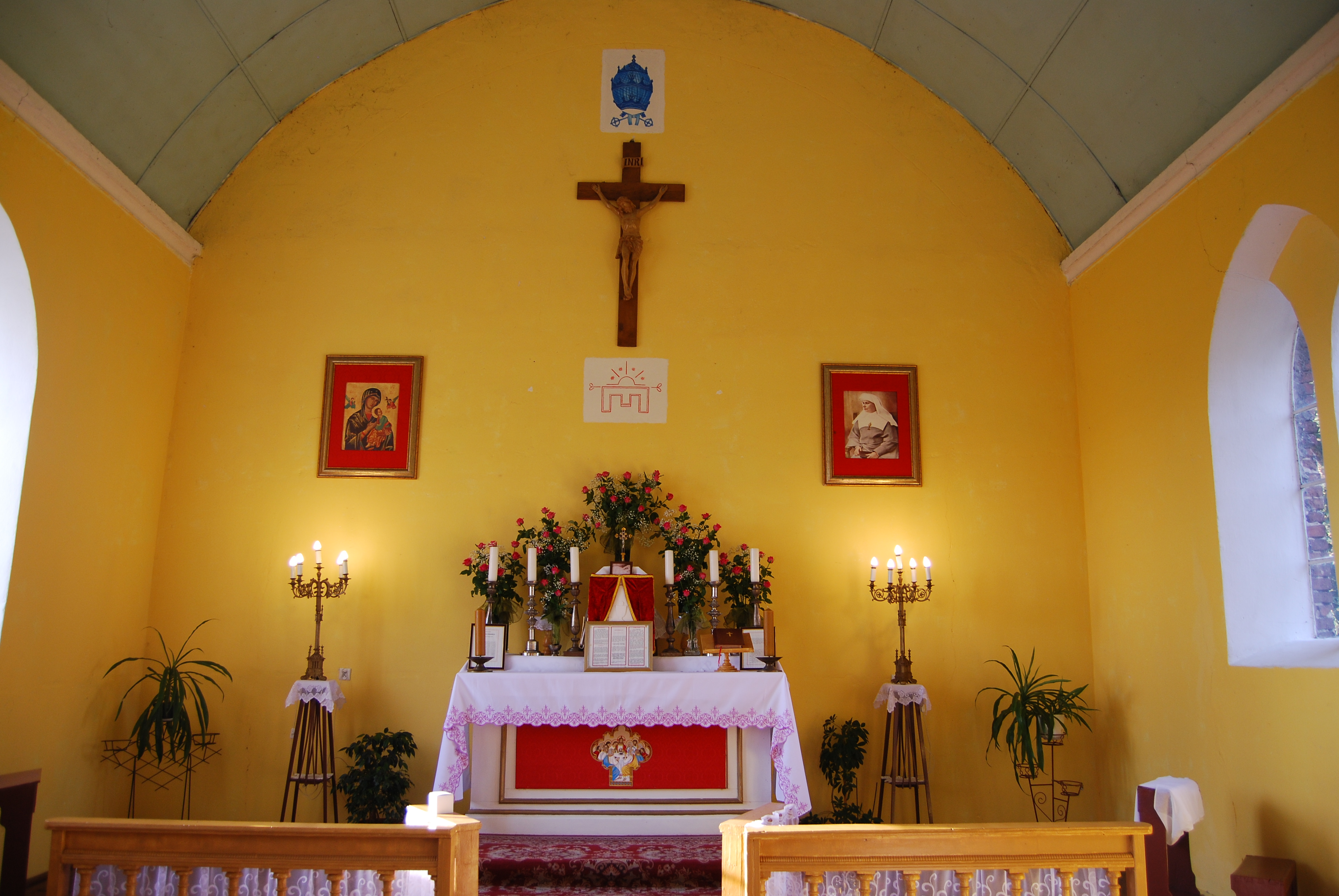
Wnętrze kościoła w Kadzidłowej.

Parafia Przenajświętszego Sakramentu w Kadzidłowej – mariawicka parafia diecezji śląsko-łódzkiej, Kościoła Starokatolickiego Mariawitów w RP. 

## Terytorium
Kościół oraz dom parafialny, stanowiące siedzibę placówki religijnej znajduje się w Kadzidłowej, w gminie Grabów, w powiecie łęczyckim, w województwie łódzkim. Parafia w Kadzidłowej jest najdalej na zachód wysuniętą placówką mariawicką w Polsce. Swoim zasięgiem obejmuje miejscowości: Kłodawa, Kadzidłowa, Ostrówek, Osiny, Zalesie a także diasporę w Niemczech. Dzieci i młodzież z tutejszej parafii objęte są katechizacją na terenie Szkoły Podstawowej im. Marii Koszutskiej w Kadzidłowej.
Proboszcz mieszka na terenie parafii Kościoła Starokatolickiego Mariawitów w Nowej Sobótce. Obecnie funkcję tę sprawuje kapłan Bartłomiej Maria Wojciech Brzeziński. Wierni z parafii w Kadzidłowej chowani są na mariawickim cmentarzu parafialnym w Nowej Sobótce.

## Historia
Parafia mariawicka w Kadzidłowej została założona dla mariawitów wywodzących się z rzymskokatolickiej parafii św. Stanisława w Grabowie. Wówczas Kadzidłowa i okoliczne miejscowości należały terytorialnie do wspomnianej parafii. Od 25 czerwca 1908 roku mariawici urządzili kaplicę w domu brata Jana Potockiego. W 1912 roku parafia mariawicka w Kadzidłowej nabyła aktem rejentalnym 12 mórg ziemi (ok. 6,7 ha) z dworem, sadem i stawami. Do kupna przyczynił się Maciej Janiszewski, który kupił od ostatniego właściciela Karola Koszutskiego 2 włóki ziemi (ok. 33,5 ha), z których część przekazał na rzecz parafii.
W majątku młodość spędziła Maria Koszutska, szerzej znana jako Wera Kostrzewa – działaczka socjalistyczna i teoretyk ruchu robotniczego (PPS i KPP). Jej rodzice, Zuzanna i Karol Koszutscy, nabyli te ziemie w latach 80. XIX wieku. Młoda Maria rozpoczęła tajną edukację miejscowej ludności, przez co spotkała się z represjami ze strony carskich służb. Więziona była w łęczyckim więzieniu, potem skazana na Sybir.
We dworze urządzono kaplicę a następnie ochronkę dla dzieci. Ponadto we włościach dworskich znalazło swe miejsce dziewięciomorgowe gospodarstwo rolne. W roku 1921 wylano fundamenty pod kościół. Dzięki staraniom ówczesnego proboszcza, kapłana M. Alojzego Gromulskiego w 1924 r. wystawiono dom parafialny, w którym umieszczono szkołę i ochronkę. W 1928 roku zakończono budowę jednonawowego kościół neogotyckiego, o sklepieniu kolebkowym. Zarówno kościół, jak i dom parafialny, pobudowano z cegły pochodzącej z rozebranego wcześniej dworu Koszutskich. Do dziś w murze prezbiterium kościoła widać jeden z elementów architektonicznych dawnej ich posiadłości. 
W tym też okresie przebywało w Kadzidłowej kilka sióstr zakonnych wraz z kapłanem M. Feliksem Anielakiem, który oprócz funkcji duszpasterskich pełnił obowiązki nauczyciela i doglądał gospodarstwa rolnego.
Do mariawickiej ochronki i szkoły uczęszczały dzieci i młodzież bez względu na wyznanie i narodowość. Wszystkie uroczystości uświetniała parafialna orkiestra dęta. Kobiety zrzeszone w kole „Templariuszek” organizowały pogadanki o żywieniu i higienie na wsi. Jeździły również do sąsiednich parafii na wystawy dzieł rękodzielniczych. Akademie okolicznościowe i występy przyciągały wiele osób spragnionych przeżyć duchowych. Całe życie kulturalne i intelektualne skupiało się w tym czasie wokół mariawickiej parafii, do której należało ¾ mieszkańców wsi. Mariawici imponowali pracowitością, dyscypliną, dobrą organizacją pracy, działalnością charytatywną i kulturalną.
Każdego dnia mariawici gromadzili się licznie w swoim kościele uczestnicząc we Mszy Świętej, śpiewając Godzinki do Najświętszej Maryi Panny, odmawiając modlitwy poranne, wieczorne, Anioł Pański, Różaniec i inne nabożeństwa. Codziennie od 6. rano do 9. wieczór zmieniali się wierni na odprawianie adoracji Przenajświętszego Sakramentu.
Na krótko przed rozłamem w 1935 roku, który nie ominął mariawickiej społeczności w Kadzidłowej, parafialne gospodarstwo rolne zostało sprzedane okolicznym chłopom. Zwolennicy abpa Kowalskiego urządzili kaplicę w domu brata Włoszkiewicza w Jastrzębi. Następnie wierni Kościoła Katolickiego Mariawitów spotykali się w domu rodzin Kamińskich a później Błaszczyków w Kadzidłowej, gdzie dojeżdżali z Felicjanowa: kpł. Maria Felicjan Wojtera oraz s. Maria Magdalena. Kościół i dom parafialny w Kadzidłowej przeszły w posiadanie Starokatolickiego Kościoła Mariawitów z siedzibą w Płocku. 15 sierpnia 1936 roku bp. Jakub Maria Roman Próchniewski dokonał konsekracji kościoła i ołtarza.
W czasie II wojny światowej większość mieszkańców Kadzidłowej i okolicznych miejscowości została wysiedlona do Niemiec, Austrii czy Francji. Wielu z nich nigdy już nie wróciło do swojej Ojczyzny. Po wojnie część parafian emigrowała w poszukiwaniu poprawy bytu. Wielu osiedliło się na tzw. „Ziemiach Odzyskanych”, gdzie nie mając dostępu do mariawickich kościołów oddalali się stopniowo od swojego wyznania. Z roku na rok zmniejszało się grono mariawitów, którzy często przez małżeństwa mieszane odchodzili do Kościoła rzymskokatolickiego.
W dobie Rzeczypospolitej Ludowej część domu parafialnego została zajęta przez szkołę podstawową i prywatne osoby. Z czasem parafię zaczęły opuszczać siostry zakonne a kapłan Feliks przeniósł się do Nowej Sobótki. Najdłużej kościołem opiekowała się s. M. Zuzanna Basek, po jej odejściu obowiązki przejęły parafianki i mieszkańcy domu parafialnego.
W latach sześćdziesiątych XX wieku wspólnym wysiłkiem parafian i ówczesnego proboszcza kpł. M. Lucjana Wierzbickiego poprawiono dach na kościele i wykonano nowe sklepienie. W miarę upływu lat pogorszył się stan zdrowia proboszcza, który coraz rzadziej przybywał do Kadzidłowej.
W 1995 roku nowym proboszczem dla parafii w Nowej Sobótce i Kadzidłowej został kpł. M. Bogumił Grzelak, który rozpoczął gruntowny remont kościoła. Dzięki pomocy biskupa M. Ludwika Jabłońskiego świątynia w Kadzidłowej otrzymała blachę zdjętą z dachu kościoła w Piątku. Remont został ukończony za kolejnego proboszcza – kpł. M. Karola Babi, kiedy to 20 września 1998 roku bp. M. Ludwik poświęcił kościół po remoncie.
W ramach ekumenicznej współpracy, w murach mariawickiego kościoła w Kadzidłowej, w latach 2011-2013 odprawiane były nabożeństwa Kościoła Ewangelicko-Augsburskiego.
W latach 2012–2013 za kpł. M. Daniela Mamesa przebudowano prezbiterium, pomalowano kościół, został też wykonany z drewna krzyż do ołtarza. Za jego kadencji ustanowiono także uroczystość parafialną w sobotę po święcie Krwi Przenajdroższej Zbawiciela i Ofiary Mateczki.
W maju 2016 r. z inicjatywy mieszkańców domu parafialnego i kapłana M. Felicjana Szymkiewicza poświęcona została przed kościołem kapliczka Niepokalanej Maryi Dziewicy. Ponadto w kościele zawieszone zostały nowe obrazy Matki Bożej Nieustającej Pomocy oraz św. Marii Franciszki – założycielki mariawityzmu. W roku 2017 na domu parafialnym zmieniono pokrycie dachowe z azbestowego na blachodachówkę.
W roku 2022 z inicjatywy proboszcza kapłana M. Wojciecha Brzezińskiego dokonano generalnego remontu wnętrza świątyni, wykonano nowy ołtarz z tabernakulum oraz pomalowano ławki. 

## Nabożeństwa
Nabożeństwa sprawowane są w kościele parafialnym pw. Przenajświętszego Sakramentu w Kadzidłowej.
- Msza Święta w niedziele i święta o 9.00,
- Nabożeństwa w dni powszednie według ogłoszenia, najczęściej o 15.00,
- Adoracja tygodniowa Przenajświętszego Sakramentu we wtorki o 18.00 w sezonie letnim lub o 16.00 w sezonie zimowym,

- Adoracja miesięczną Przenajświętszego Sakramentu 17 dnia każdego miesiąca o 18.00 w sezonie letnim lub o 16.00 w sezonie zimowym.

Uroczystość Parafialna w sobotę przypadającą po uroczystości Krwi Przenajdroższej Zbawiciela i Ofiary Mateczki (23 sierpnia) oraz w Niedzielę w Oktawie Bożego Ciała:
- 12.00 Suma z procesją,
- 16.00 Nieszpory o Przenajświętszym Sakramencie.

## Źródła
- Oficjalna strona Kościoła Starokatolickiego Mariawitów w RP
- Strona diecezji śląsko-łódzkiej
- Strona parafii pw. Przenajświętszego Sakramentu w Kadzidłowej. mariawita-sobotka.pl. [zarchiwizowane z tego adresu (2017-09-15)].